# Videoton
Videoton Holding ZRt. je maďarská privátní společnost zabývající se výrobou a servisem elektroniky. Její hlavní sídlo se nachází v Székesfehérváru.
Firma byla založena v roce 1938 pod názvem Vadásztöltény Csappantyú, Gyutacs és Fémárugyár Rt. a vyráběla především munici. Po válce začala armádě dodávat elektronická zařízení a s uvolněním politických poměrů se zaměřila na spotřební elektroniku. Od roku 1955 byla ve státním vlastnictví jako Villamossági, Televízió és Rádiókészülékek Gyára, v roce 1967 se přejmenovala na Videoton. V roce 1959 vyrobila továrna svůj první televizor. Videoton byl také největším výrobcem ukazatelů skóre pro sportovní akce v zemích Rady vzájemné hospodářské pomoci.
Počátkem devadesátých let společnost ztratila východní trhy, dostala se do finančních potíží a přešla pod správu banky. Do čela firmy nastoupil Gábor Szelés a zahájil její restrukturalizaci, v roce 1995 Videoton ukončil výrobu televizorů a zaměřil se na komponenty pro automobily, domácí spotřebiče a výpočetní techniku. Od roku 1996 je Videoton majetkem soukromých akcionářů. Stal se jedním z největších zakázkových výrobců elektroniky v Evropě, mezi odběrateli jeho produktů jsou IBM, Sanyo, ABB, SAGEM a Kenwood Corporation. 
V roce 2018 měl Videoton více než devět tisíc zaměstnanců. Výsledek hospodaření za rok 2021 přesahoval 60 milionů eur. Společnost má jedenáct výrobních provozů: devět v Maďarsku a po jednom v Srbsku a Bulharsku. 
Fotbalový klub Fehérvár FC nesl v letech 1968–1993 a 1996–2018 název Videoton.